# Neuer Friedhof St. Marien-St. Nikolai

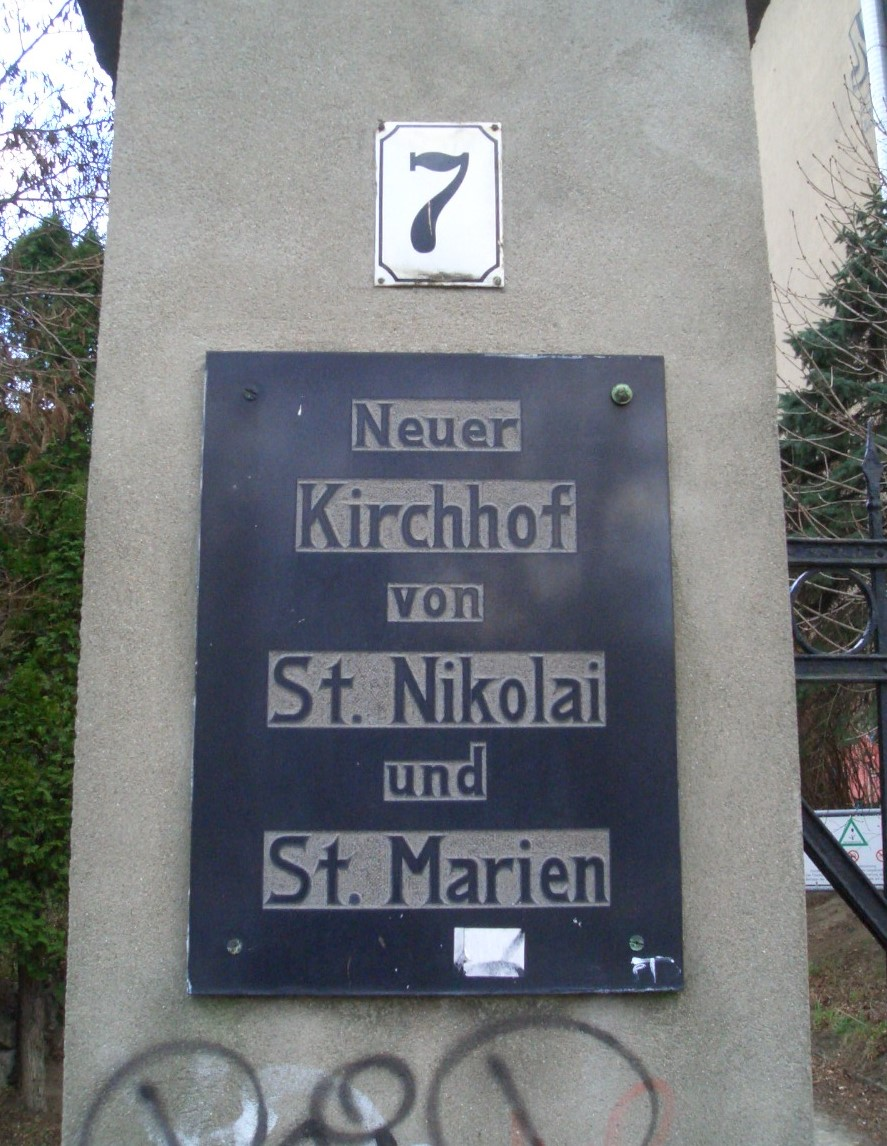
Der ehemalige Eingang in der Prenzlauer Allee 7 ist seit 2017 mit einem Wohn- und Geschäftshaus überbaut

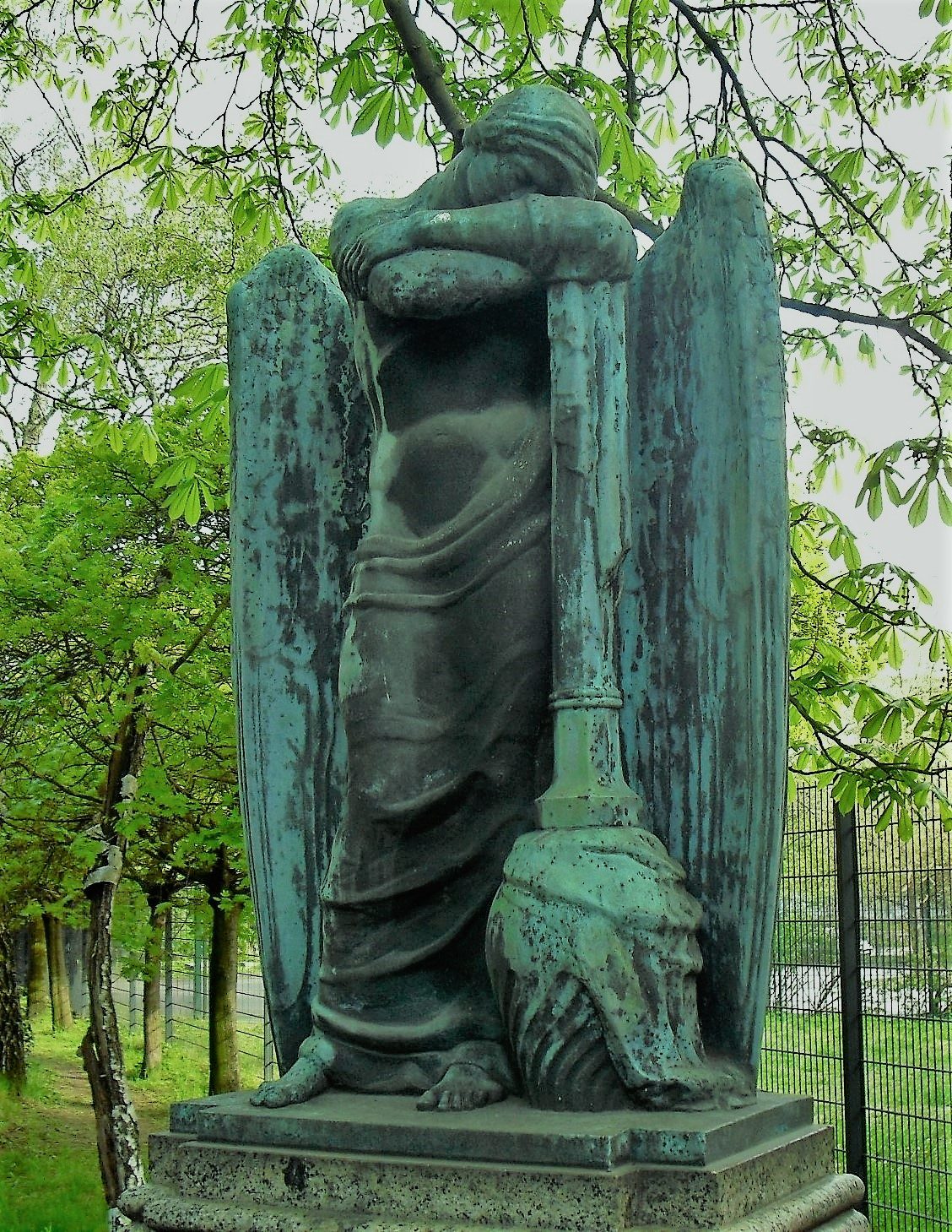
Denkmal für die Gefallenen der Mariengemeinde von Robert Saake, 1927

Der Neue Friedhof St. Marien-St. Nikolai (auch St. Marien- und St. Nikolai-Friedhof II, auch Neuer Kirchhof von St.-Nikolai und St.-Marien) ist ein Friedhof im Ortsteil Prenzlauer Berg des Berliner Bezirks Pankow. 1802 war in der Nähe bereits der St. Marien- und St. Nikolai-Friedhof I (bzw. Alter Friedhof St.-Nikolai- und St.-Marien) eröffnet worden.

## Geschichte
Der Friedhof wurde 1857 als zweiter Friedhof der evangelischen Kirchengemeinden der Marienkirche und der Nikolaikirche eröffnet. Das Gelände war zuvor als Weinberg bewirtschaftet worden. St. Marien/St. Nikolai übernahmen damals 31.248 m² und wurden Nachbarn des seit 1814 bestehenden Friedhof I der Georgen-Parochialgemeinde. Als Haupteingang wurde die Prenzlauer Allee Nr. 7 bestimmt. Der größte Teil des Friedhofs lag verdeckt hinter der Häuserreihe der Prenzlauer Allee bis zur Ecke Heinrich-Roller-Straße. 1970 wurde der Friedhof geschlossen, um ihn nach der Deutschen Einheit 1991 kurzzeitig zu öffnen (und ihn 1995 wieder zu schließen).
Ab etwa 2005 versuchte die Kirche, das nicht mehr benötigte Gelände an eine Wohnungsbaugesellschaft zu verkaufen. Nach jahrelangem Streit mit protestierenden Anwohnern fand sich ein Kompromiss. Etwa ein Drittel des Geländes (mit dem Grundstück Prenzlauer Straße 7 sowie dem Gebäude der Friedhofsverwaltung und der kleinen Leichenhalle) kaufte eine Wohnungsbaugesellschaft, das zweite Drittel wurde vom Berliner Senat gekauft. Es wurde zum Leisepark für die Bevölkerung umgewandelt (Eingang Heinrich-Roller-Straße). Auf dem dritten Drittel wurde der Beerdigungsbetrieb wieder aufgenommen. Dafür wird jetzt die Trauerhalle vom Friedhof I der Georgen-Parochialgemeinde mitbenutzt. Trauerzüge und Besucher gelangen nun durch einen Durchbruch in der Friedhofsmauer des Georgen-Friedhofs zur neuen Begräbnisstätte. Die Friedhofsverwaltung des Georgen-Friedhofs in der Greifswalder Straße 229–234 ist nun auch für den Neuen Friedhof St. Marien-St. Nikolai zuständig.
Das Kriegerdenkmal für die Gefallenen der Marien-Gemeinde von Robert Saake von 1927 hat den Wandel der Zeiten unbeschadet überstanden und steht nach wie vor am gleichen Platz.

## Gräber bekannter Persönlichkeiten
- Jochen Berg (1948–2009), Schriftsteller
- André Greiner-Pol (1952–2008), Rockmusiker (Freygang)
- Reinhart Heinrich (1946–2006), Biophysiker
- Maria Kwiatkowsky (1985–2011), Schauspielerin
- Ludwig Mehlhorn (1950–2011), Bürgerrechtler und Mathematiker
- Petra Tschörtner (1958–2012), Regisseurin

## Galerie

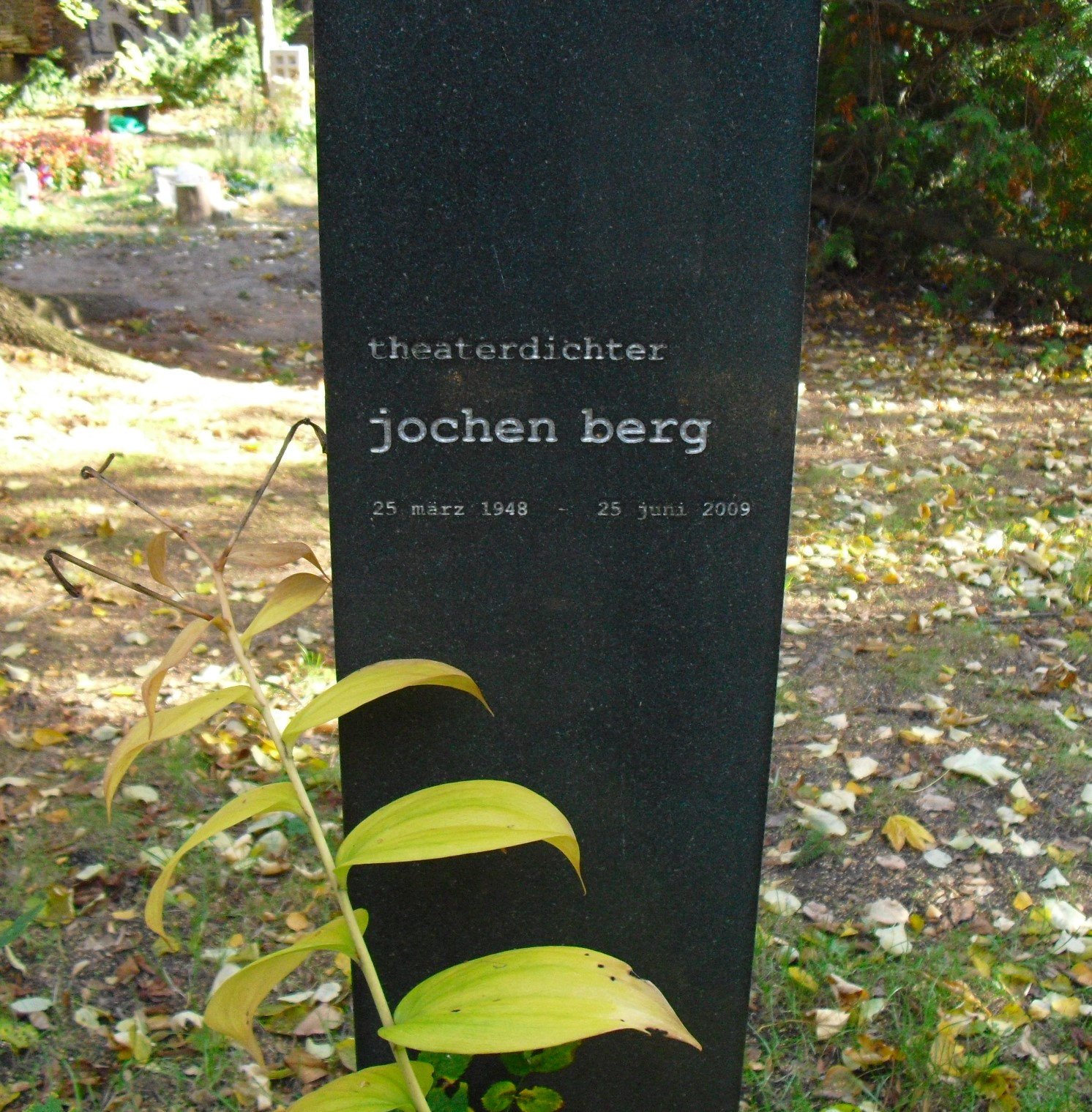
Grabstein für Jochen Berg
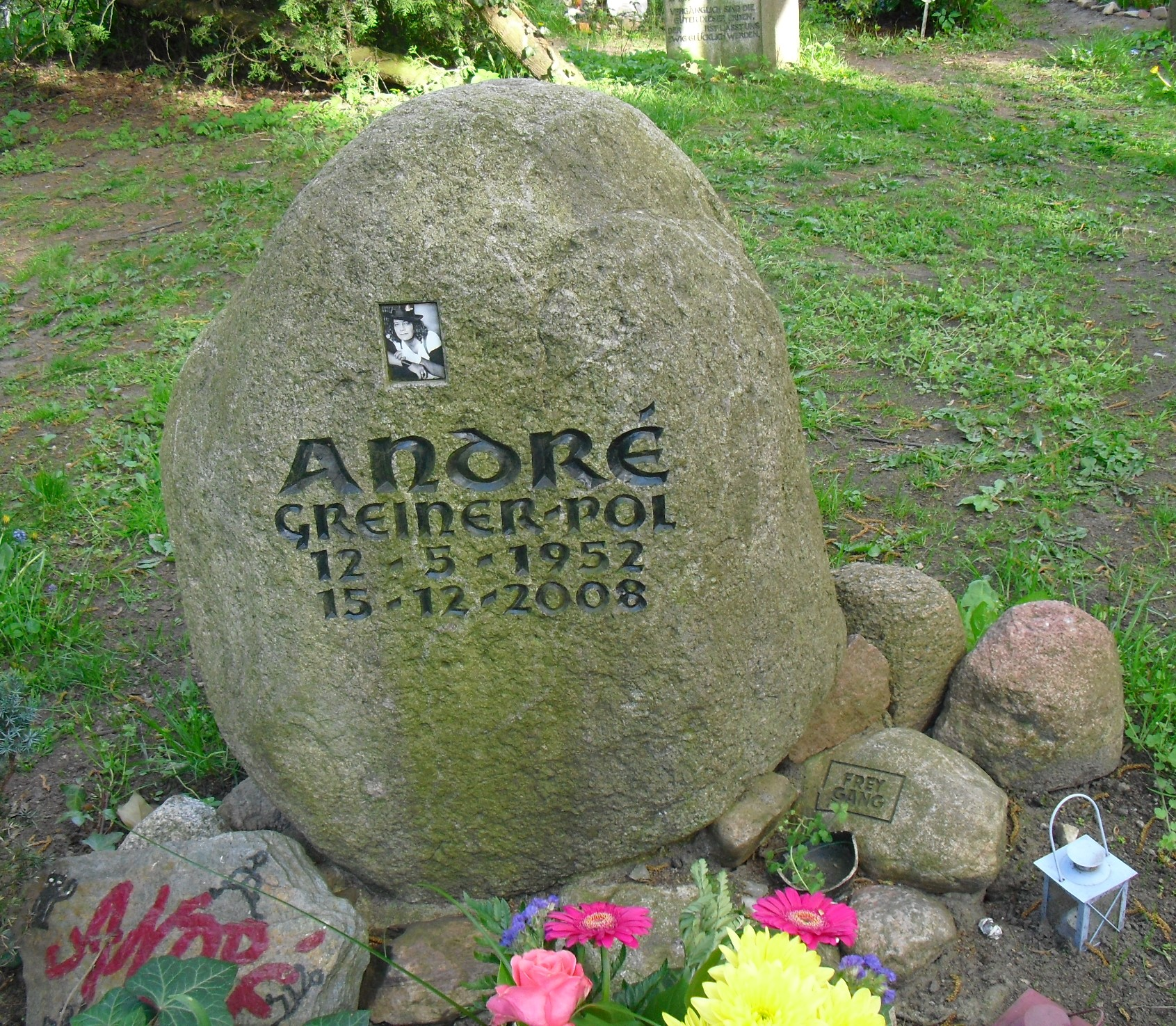
Grabstein für André Greiner-Pol von Freygang
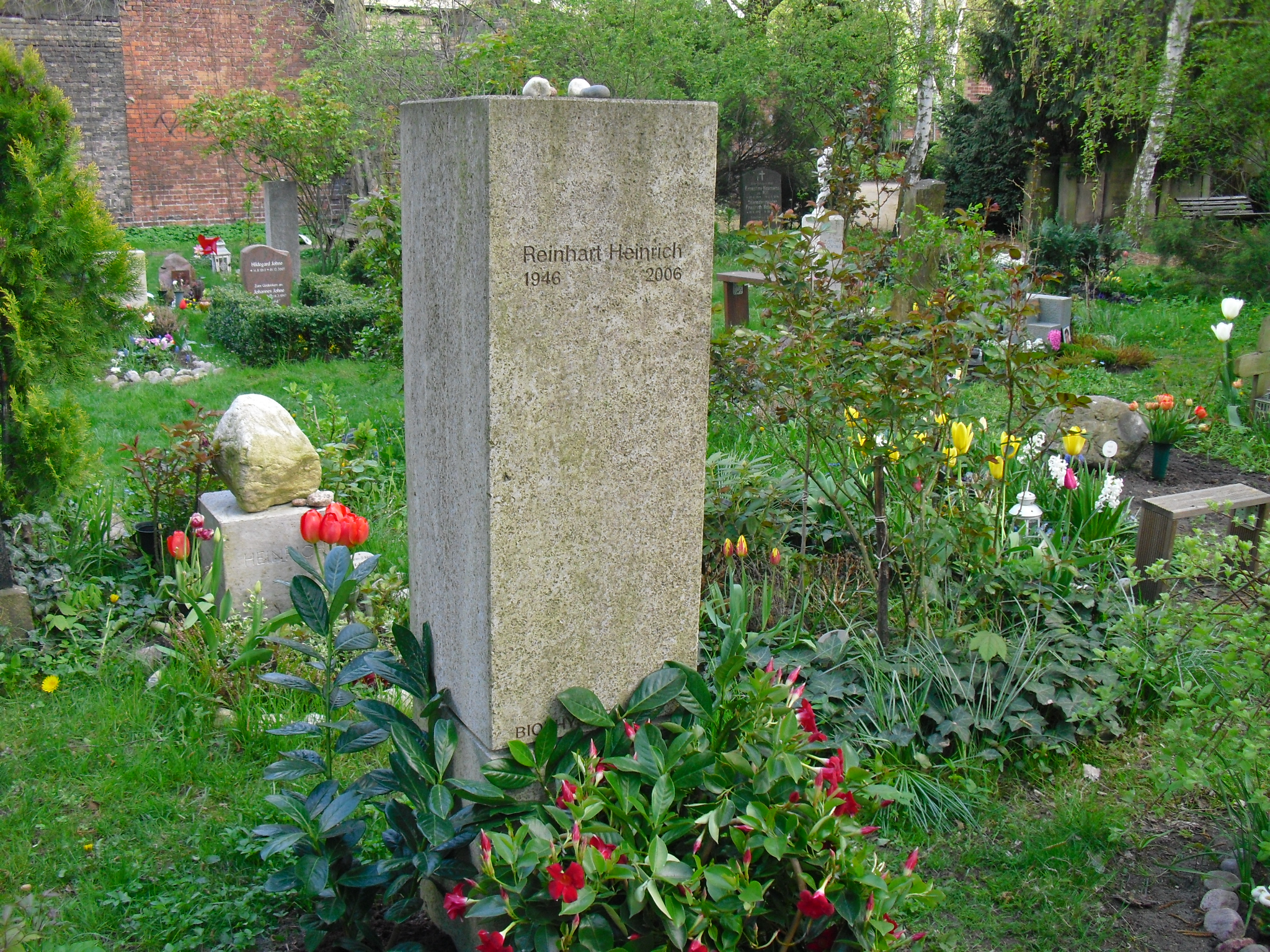
Grabstein für den Biophysiker Reinhart Heinrich (Vorderseite)
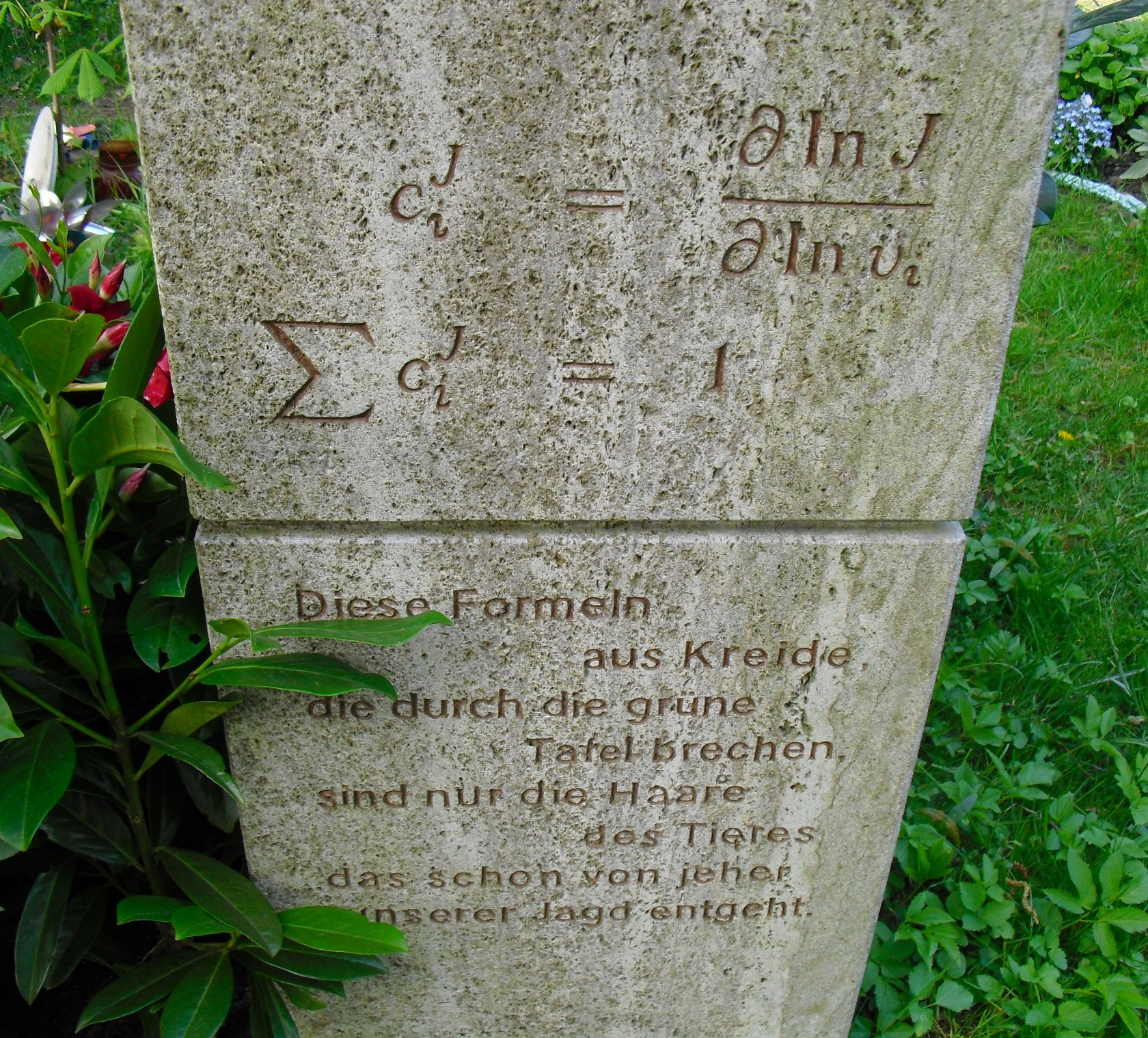
Grabstein für den Biophysiker Reinhart Heinrich (Rückseite)
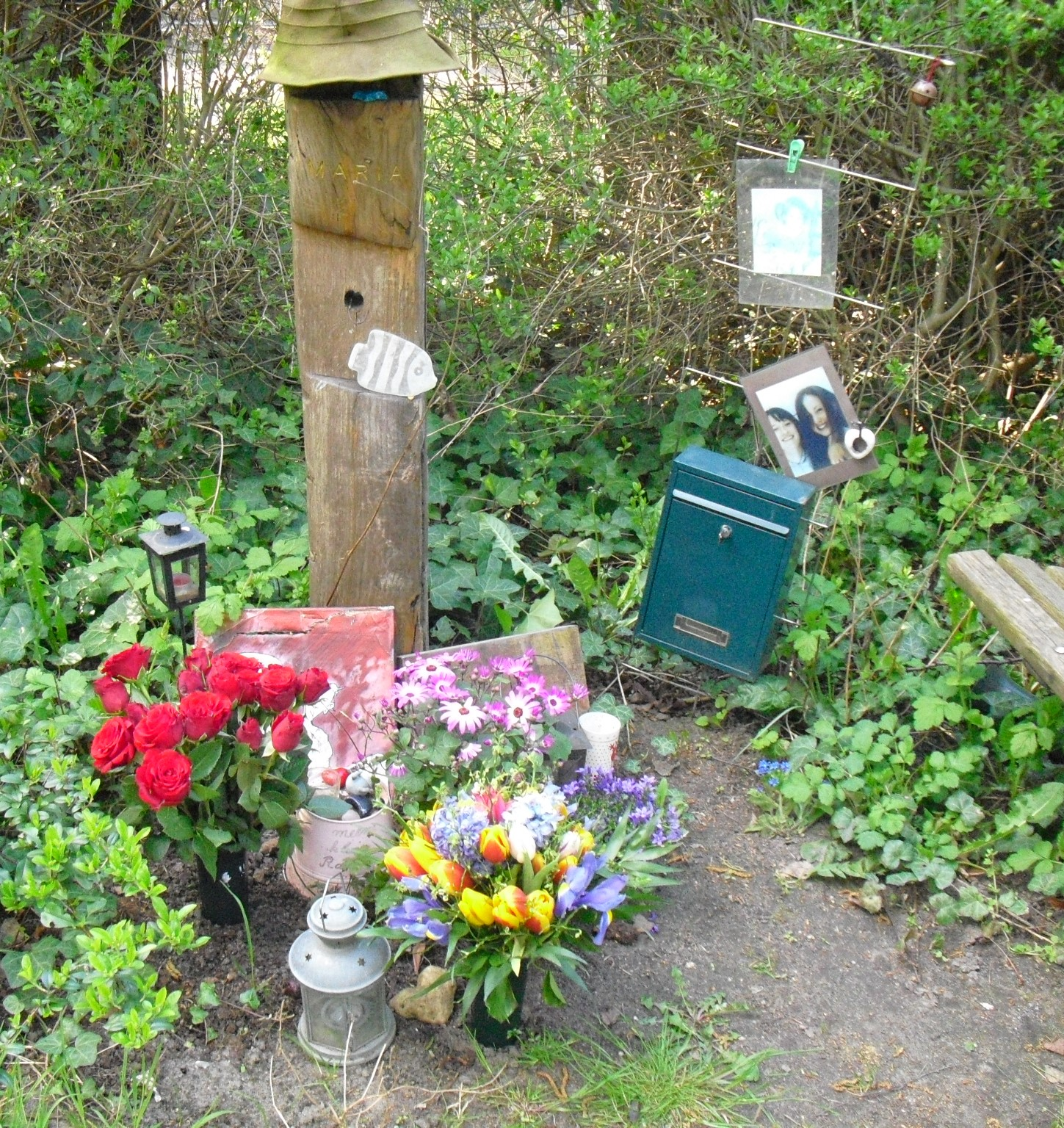
Grabdenkmal für Maria Kwiatkowsky
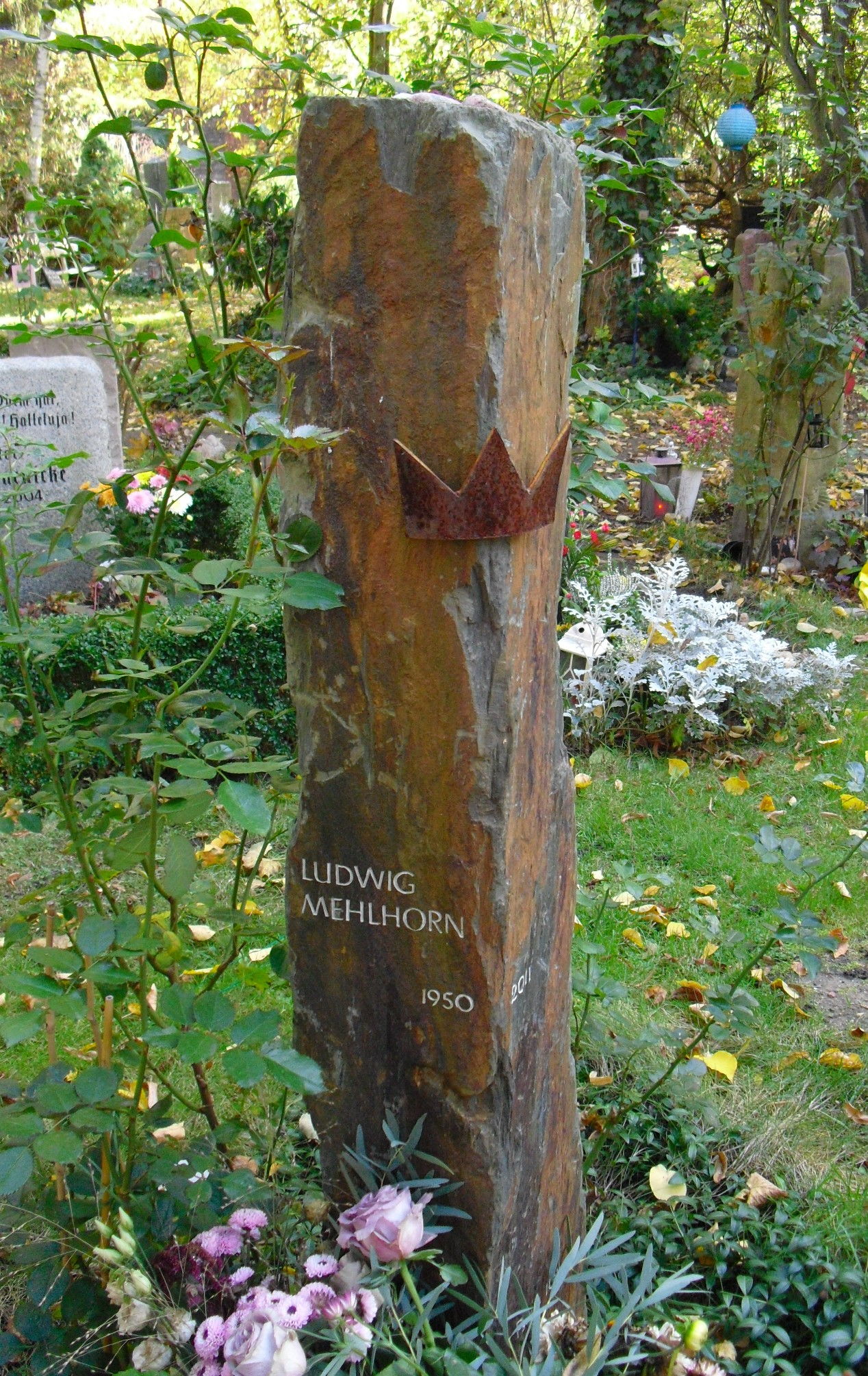
Grabstein für Ludwig Mehlhorn
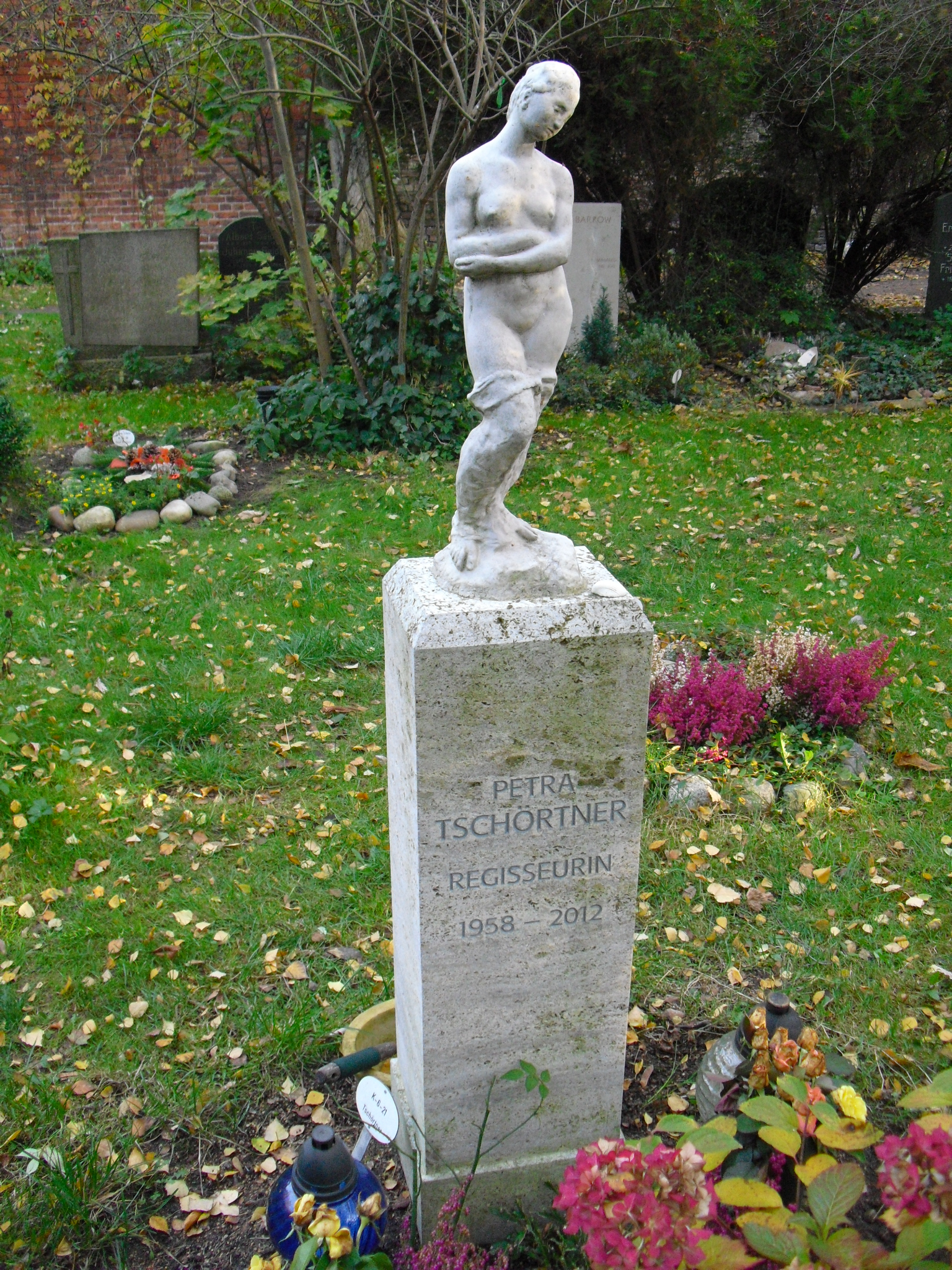
Grabdenkmal für Petra Tschörtner